# 율리아 두프베니우스
율리아 두프베니우스(Julia Dufvenius, 1975년 10월 8일 ~ )는 스웨덴의 배우이다.
두프베니우스는 1975년 10월 8일 스웨덴 예테보리에서 태어났다. 그녀는 텔레비전 및 연극 프로듀서였던 어머니 레나(Lena) 밑에서 그녀의 언니와 함께 공동 주택에서 자랐다. 그녀의 아버지는 건설 산업에서 일했다. 어린 시절 두프베니우스는 SVT 시리즈인 Den andra våren (1989년) 등 어머니의 연극 및 텔레비전 작품에서 사소한 역할을 맡기도 했다.

## 출연 작품
- 서칭 포 잉그마르 베르히만 (2018)
- 안데르손 히트 더 로드 (2013)
- 안데르손 인 그리스 (2012)
- 삼 21 (2009)
- 더 추즌 (2005)
- 사라방드 (2003)